# 恋の罪
『恋の罪』（こいのつみ、英題：Guilty of Romance）は、2011年公開の日本映画。監督は園子温、主演は水野美紀。映画倫理機構の審査でR18＋指定となっている。

## 概要
1997年に渋谷区で発生した東電OL殺人事件が元ネタになっている。作品の内容や、それまで清純派のイメージが強かった水野美紀がヘアヌードになったことでも注目を集め、単館系の作品ながら興行収入一億円を突破するヒットとなった。第64回カンヌ国際映画祭・監督週間部門でワールドプレミア上映された。

## 受賞
- 第44回シッチェス・カタロニア国際映画祭ORBITA部門 最優秀作品賞
- 第33回ヨコハマ映画祭 監督賞（園子温）、助演女優賞（神楽坂恵）
- 第85回キネマ旬報ベスト・テン 日本映画監督賞（園子温）

## キャッチコピー
「ようこそ、愛の地獄へ。」劇場パンフレット、チラシ広告

「私は●゛ッチな女です。」予告編

## ストーリー
ある大雨の日、ラブホテル街にぽつんと建っているアパートで女性の死体が発見される。その事件を追う刑事の和子（水野美紀）は、幸せな家庭を持ちながらもずるずると愛人との関係を続けていた。彼女は捜査を進めるうちに、大学のエリート助教授美津子（冨樫真）や、売れっ子小説家の妻いずみ（神楽坂恵）の秘密を知ることになる。

## 登場人物
- 吉田和子：水野美紀

38歳。主に殺人事件を追う女刑事。表向きには仕事のできるいい女、家庭では夫と子供に恵まれた人妻。しかし、その美貌から夫の後輩に目をつけられ、夫がいない夜に唇を奪われ、屈辱的な犯され方をする。そして誘惑に負けてそのまま一夜を共にしてしまう。その後、夫に隠れて愛し合う背徳の快楽に溺れ、鍛え上げた肉体を年下の彼に捧げることを惜しまず、奴隷のようなサディスティックな調教を受ける。一家団欒を抜け出して男と会うことに何の罪悪感も持たない。ラブホテルの浴室で後ろから攻められているところを呼び出され、捜査の過程で、いずみと美津子に強くひかれていく。物語のラストでは彼女も夜の世界の闇に堕ちていくことを示唆している。
- 尾沢美津子：冨樫真

38歳。いかにして売春婦になったかは語られていないが、母親を憎悪し、その反発心で早くから売春を行っていた。昼間は大学教授で夜は売春を行っている。いずみを娼婦の世界へと誘う。
- 菊池いずみ：神楽坂恵

30歳。ベストセラー作家の夫を持つが、亭主関白な夫にまるで奴隷のように従っているだけの生活に耐えきれない。騙されてAVへ出演し、初めは抵抗していたが徐々にその快感を得る。その後美津子と出会い、娼婦としての手ほどきを受ける。初めサラリーマンに犯されたときは激しく抵抗していたが、やがてすべての抑圧をはぎ取っていく。
- ショウジ：児嶋一哉（アンジャッシュ）
- 吉田正男：二階堂智
- カオル：小林竜樹
- 木村一男：五辻真吾
- マティーニ真木：深水元基
- 土居エリ：内田慈
- 赤いドレスの女：町田マリー
- スーパーの店長：岩松了
- 美津子の父：陰山泰
- 尾沢志津：大方斐紗子
- 菊池由紀夫：津田寛治

## ソフト化
2012年6月2日発売。ブルーレイとDVDでリリース。オリコン初登場6位。発売元は日活、販売元はハピネット。R18＋指定。
- ブルーレイ版（1枚組）
  - 映像特典
    - 監督・園子温の仕事 〜メイキング&インタビュー〜
    - 公開までの軌跡 〜カンヌ映画祭&完成披露報告会&初日舞台挨拶〜
    - 解禁!禁断の未公開シーン
    - 特報・劇場予告編・TVスポット集・3女優キャラ別予告編集・第4の女キャラ別予告編・幻の男キャラ別予告編

  - 音声特典
    - 女むきだしのオーディオコメンタリー（水野美紀×冨樫真×神楽坂恵×小島慶子）
    - 罪深き男のオーディオコメンタリー（監督・脚本：園子温×プロデューサー：千葉善紀&飯塚信弘×撮影：谷川創平）
    - 名セリフ炸裂のキャスト・スタッフプロフィール
- DVD版（2枚組）
  - ディスク1：本編DVD
    - 音声特典：オーディオコメンタリー1 / オーディオコメンタリー2（ブルーレイ版と同様）

  - ディスク2：特典DVD（ブルーレイ版と同様）
  - 初回限定特典（ブルーレイ、DVD共通）
    - フィクション・ノベル（菊池由紀夫 短編集・13P）
    - 特製スリーブケース

## 家賃3部作
園子温監督による実際の事件をベースとした3シリーズ
- 冷たい熱帯魚 - 1993年に埼玉県熊谷市で発生した埼玉愛犬家連続殺人事件がベースとなっている映画である。
- 恋の罪 - 1997年に東京都で発生した東電OL殺人事件がベースとなっている映画である。
- 愛なき森で叫べ - 2002年から福岡県北九州市で発生した北九州監禁殺人事件がベースとなっている映画である。